# Hippolyte Wulffaert
Hippolyte Jean Guillaume Wulffaert, né à Anvers le 17 février 1840 et mort à Ixelles le 3 juillet 1911, est un peintre belge de l'époque romantique.
Hippolyte Wulffaert s'est particulièrement fait connaître comme peintre de scènes historiques et religieuses lors de nombreuses expositions en Belgique, en Europe, aux États-Unis et en Australie.

## Biographie

### Famille
Né à Anvers, le 17 février 1840, Hippolyte Jean Guillaume Wulffaert est le second fils et le troisième des cinq enfants des artistes peintres Adrien Wulffaert (1804-1873) et de Clara Wulffaert (1808-1867), mariés en 1835,.

### Formation et carrière
Élève de Jean-François Portaels, il se forme à l'Académie royale des beaux-arts de Bruxelles, où, en octobre 1864,  il obtient un accessit partagé dans la discipline de modelage d'après nature au degré supérieur de l'Académie. 
Il participe aux Salons de Paris de 1866 et de 1868. Il est présent au Salon d'Anvers de 1867, de même qu'au Salon de Bruxelles de 1872. L'année suivante, il présente ses œuvres à l'Exposition universelle de Vienne. En 1876, il présente un tableau à l'Exposition universelle de Philadelphie.
Au Salon de Bruxelles de 1884, il expose également. Enfin, à l'instar de nombreux artistes belges et européens, il participe à l'Exposition du centenaire à Melbourne, où il reçoit une médaille de 4e classe en 1889.

### Lieux de vie

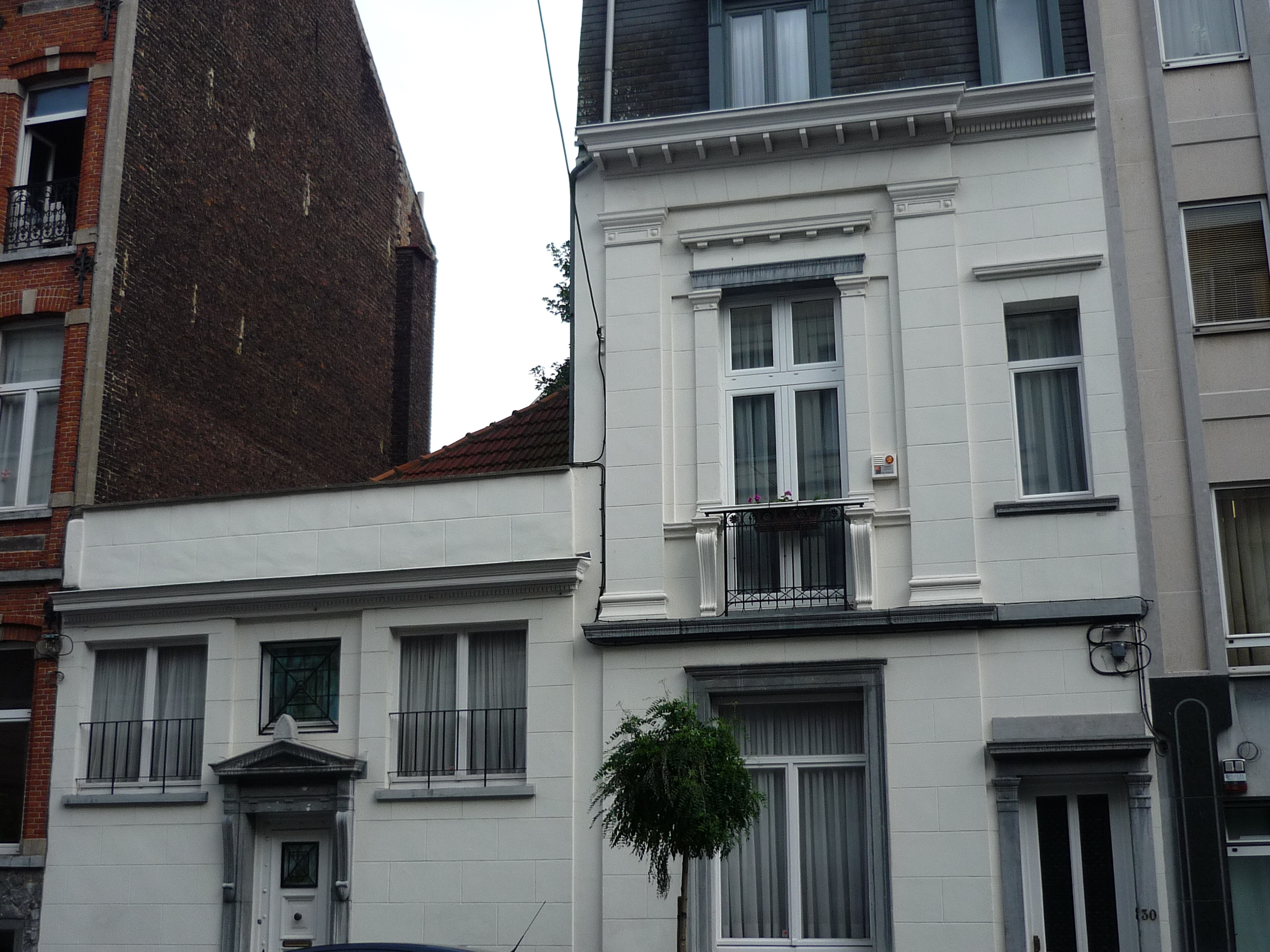
Maison et atelier d'artiste, rue de Washington no 39 à Ixelles, par Henri van Dievoet architecte (1889).

Il possédait son atelier à Bruxelles, d'abord rue de l'Olivier, no 69, puis, de 1897 à 1912, au 28 et 30 rue Washington à Ixelles, atelier conçu par l'architecte Henri van Dievoet en 1889 pour l'agent de change Félix Rodberg. Cet atelier de rapport fut loué par Félix Rodberg à plusieurs artistes : au peintre Louis Artan de Saint-Martin (1837-1890) vers 1893 et à l’artiste peintre Hippolyte Wulffaert (de 1897 à 1911).

### Mort
Hippolyte Wulffaert meurt, en son domicile, rue de Washington no 39 à Ixelles, à l'âge de 71 ans, le 3 juillet 1911.

## Œuvres
Sa participation est documentée de 1866 à 1889 aux expositions suivantes, où il présente ses œuvres :
- Salon de Paris de 1866 : Martyre de Saint-Pierre[15] ;
- Salon d'Anvers de 1867 : Martyre de Saint-Pierre[4] ;
- Salon de Paris de 1868 : Jeune fille au bain[16] ;
- Salon de Bruxelles de 1872 : Sur la plage et Adieu petite sœur[5] ;
- Exposition universelle de Vienne de 1873 : Les porteuses d'eau à Venise et Portrait des demoiselles S.[6] ;
- Exposition internationale de Londres de 1874 : Marché aux poissons du ghetto à Rome (acquis pour 60 £)[17] ;
- Exposition universelle de Philadelphie de 1876 : Les porteuses d'eau à Venise[7] ;
- Salon de Gand de 1880 : Sur la plage[18] ;
- Salon de Bruxelles de 1884 : Les funérailles du Titien[8] ;
- Exposition du Centenaire à Melbourne en 1889 : Les porteurs d'eau (médaille de 4e classe)[9].